# Tissage Gander
L’atelier de Tissage Gander, situé 10 A, rue de Verdun à Muttersholtz dans le Bas-Rhin, est la dernière entreprise à perpétuer le tissage traditionnel du kelsch alsacien. Elle est labellisée entreprise du patrimoine vivant depuis 2007, elle a été fondée par Michel Gander (1957-2017).

## Histoire

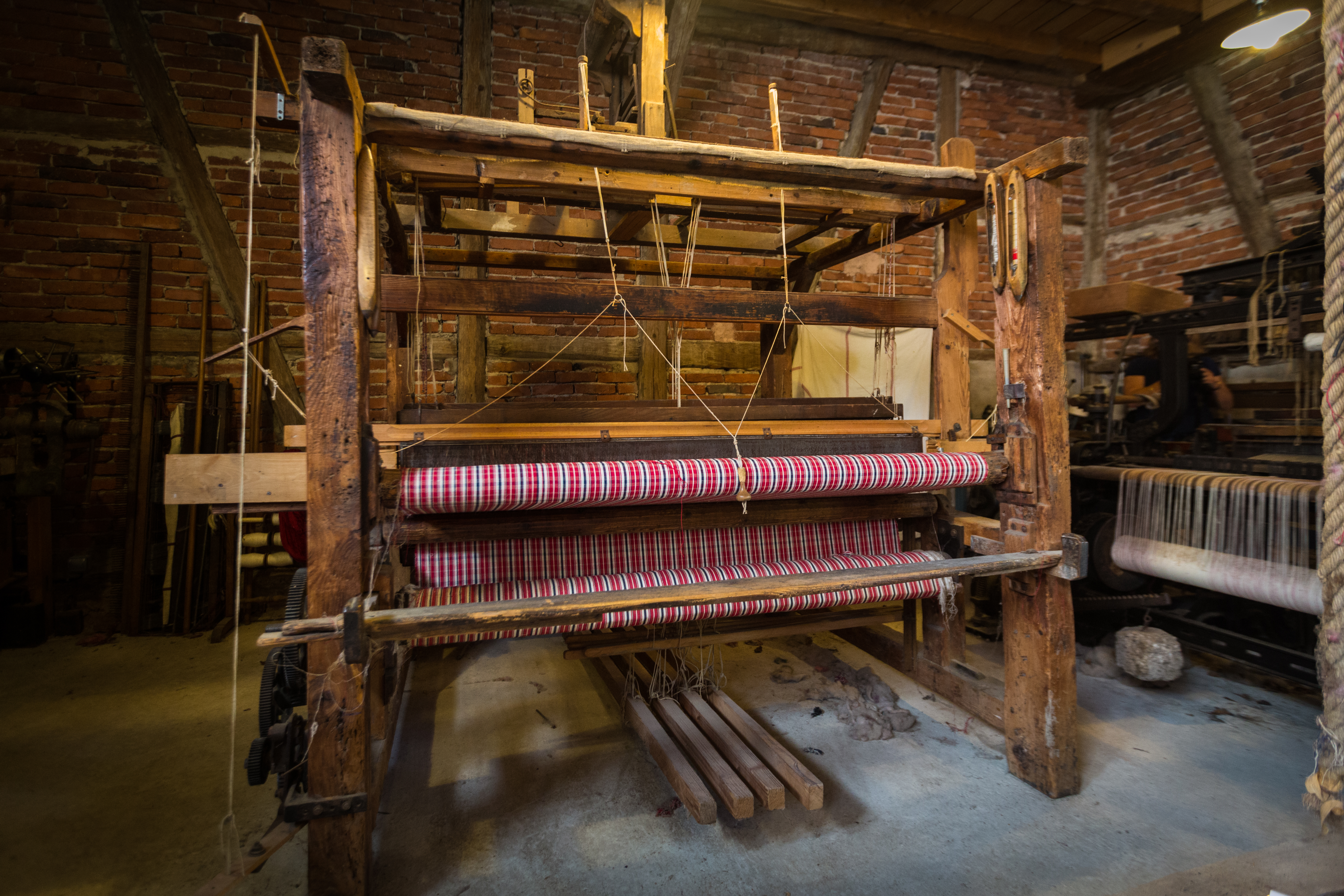
Métier à tisser manuel à bras XIXe siècle.

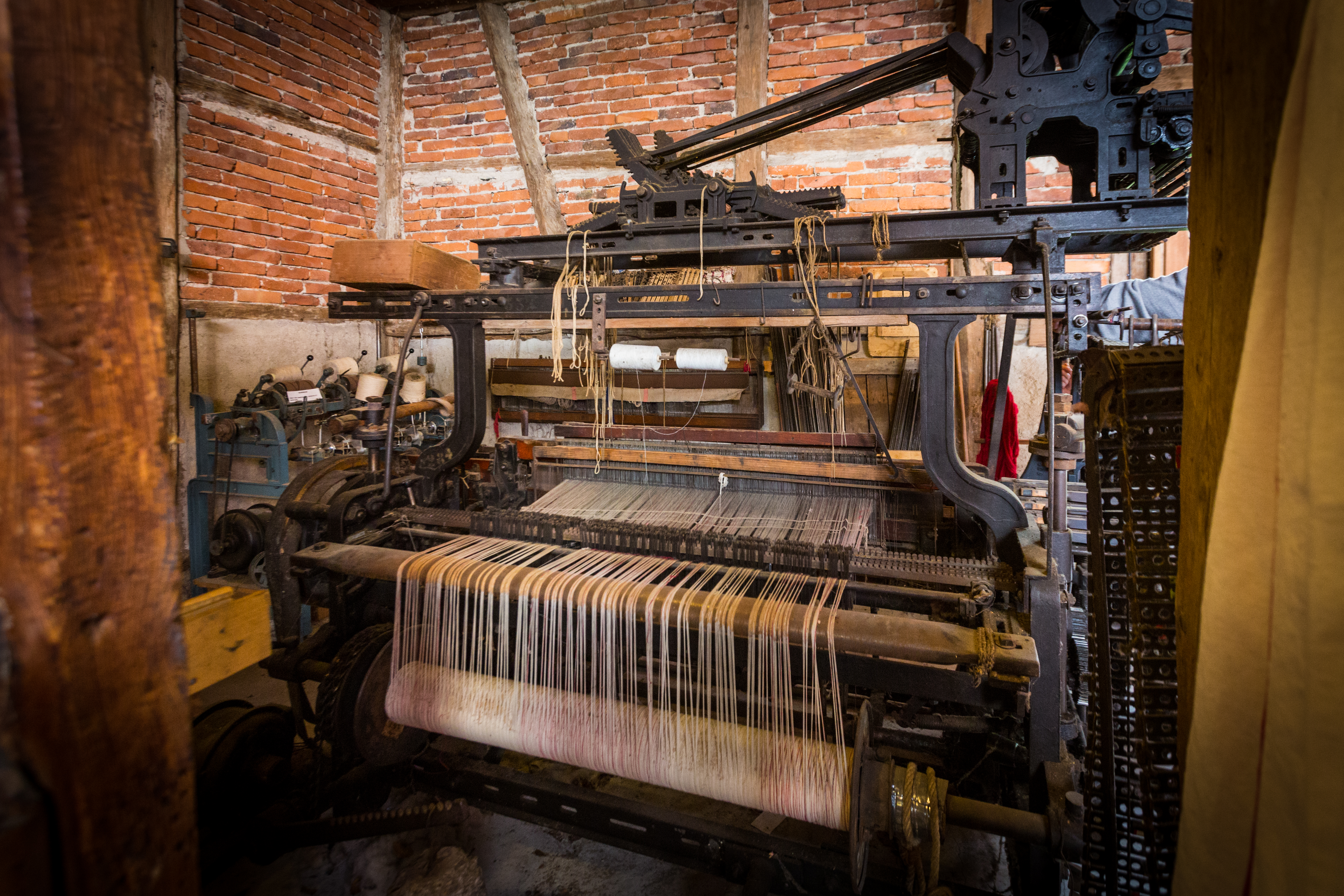
Métier à tisser mécanique en fonte XX.

Michel Gander perpétue une tradition familiale vieille de plus de sept générations et un savoir-faire qui avait été pratiqué dans le Ried alsacien par une dizaine de tisserands entre le XVIe et le XIXe siècle,,,.
Un métier à tisser à bras en bois, témoin de l'activité ancestrale des Gander, est présenté dans un petit musée situé dans le verger à l'arrière de la boutique. Y sont réunis aussi des ustensiles avec lesquels le jeune Michel a appris son métier : le cantre, l'ourdissoir servant à préparer les fils et le râteau en bois qui les maintenait rangés. Le métier mécanique de son père, en fonte, où le motif était encodé sur des barrettes à tenons situées au-dessus de la machine, est lui aussi conservé. Cette machine pouvait tisser 15 à 20 m par jour. Michel Gander se souvient que les enfants avaient aussi leur rôle à jouer dans la bonne marche de l'entreprise : ils surveillaient la navette automatique pour qu'elle soit toujours garnie de fil et que la production s'interrompe le moins possible.
Après des études d'architecture et une formation à l'École des arts décoratifs de Strasbourg, Michel Gander a décidé de reprendre en 1977 l’activité de son père, qui travaillait à façon pour des industriels de la région, et se lance, avec le soutien de son épouse, dans la production de kelsch traditionnel, mais aussi de tissus aux dessins et aux couleurs plus contemporains.

Le musée familial des tissages Gander
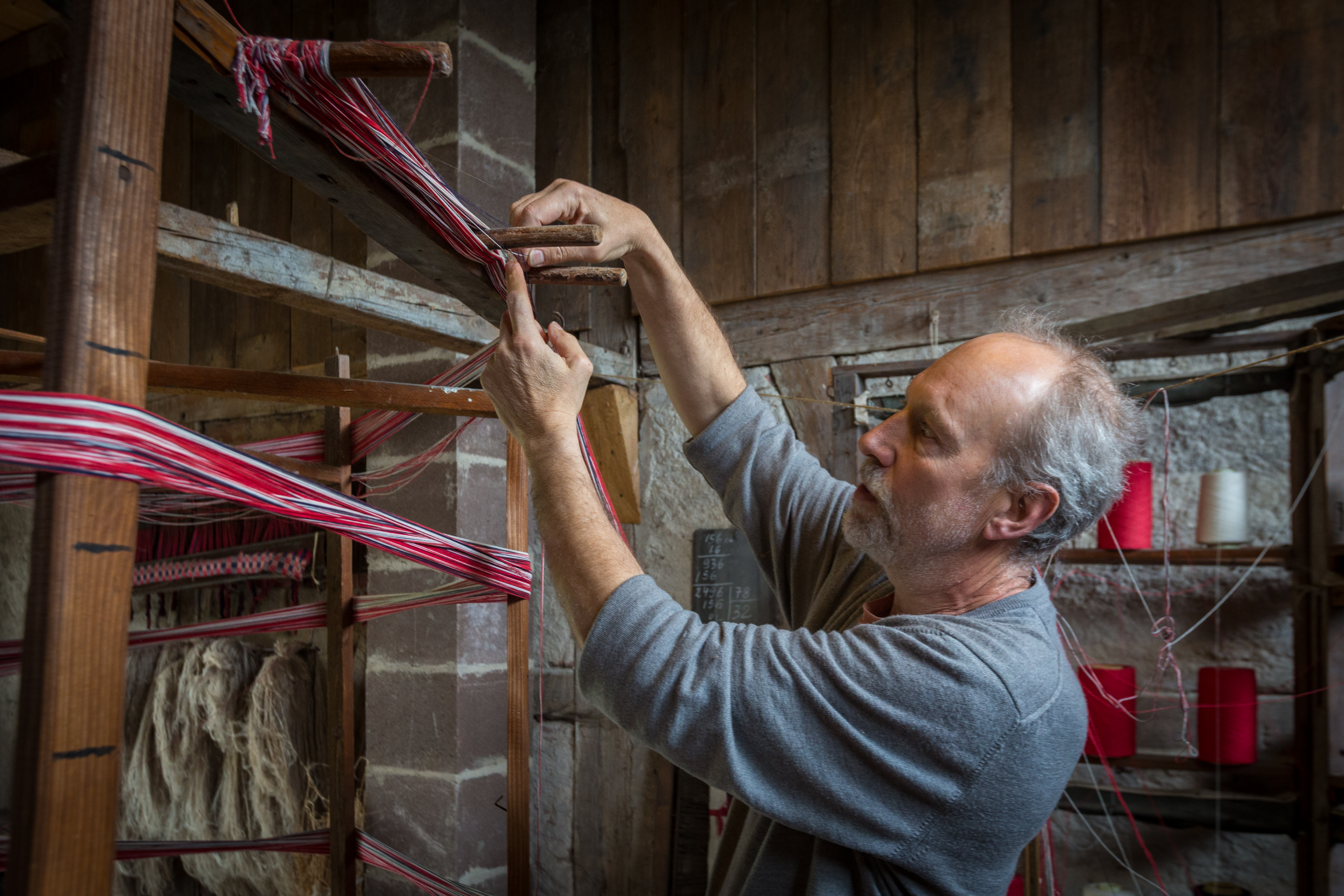
Passage des fils sur l’ourdissoir.
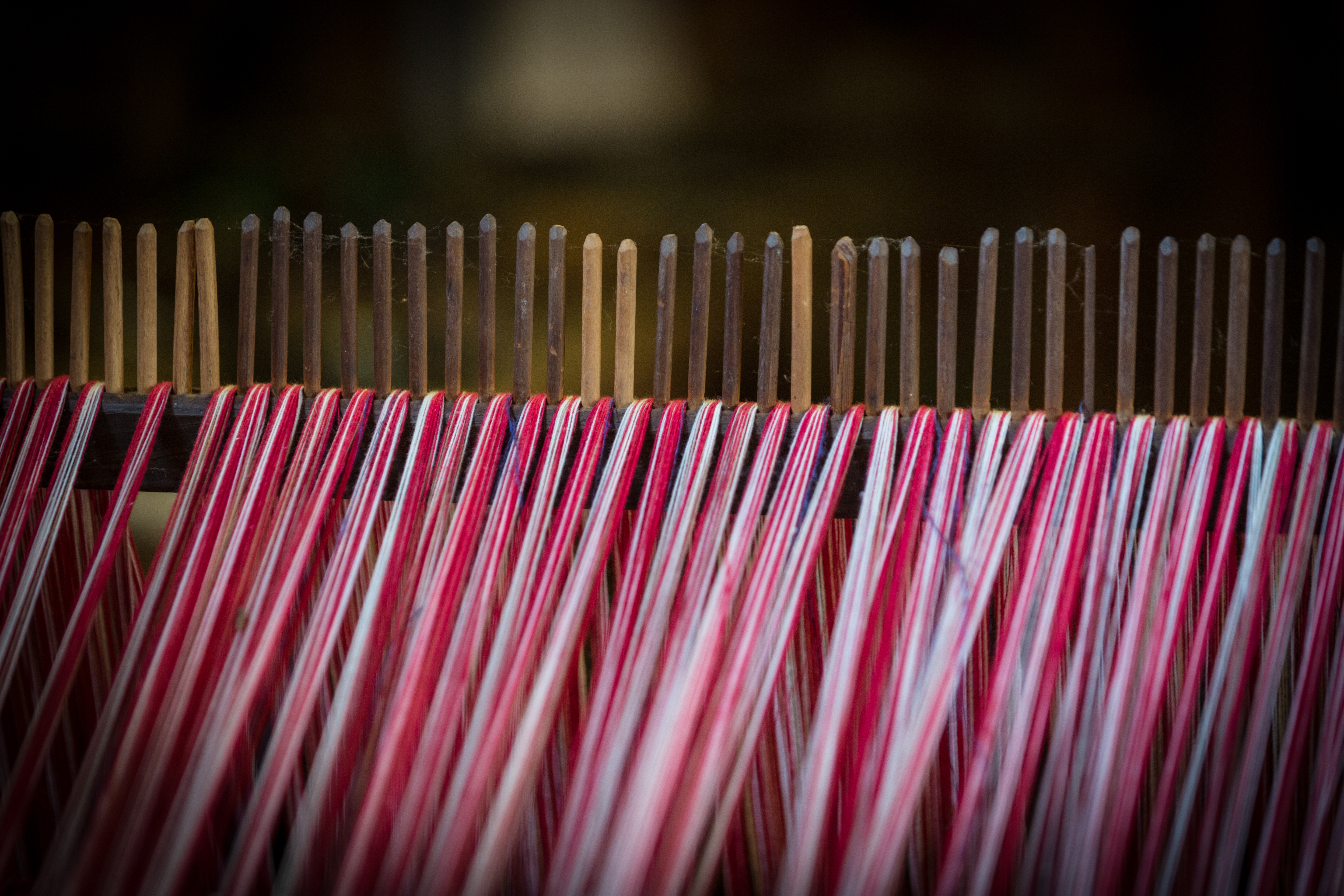
Classement des fils sur le râteau en bois.
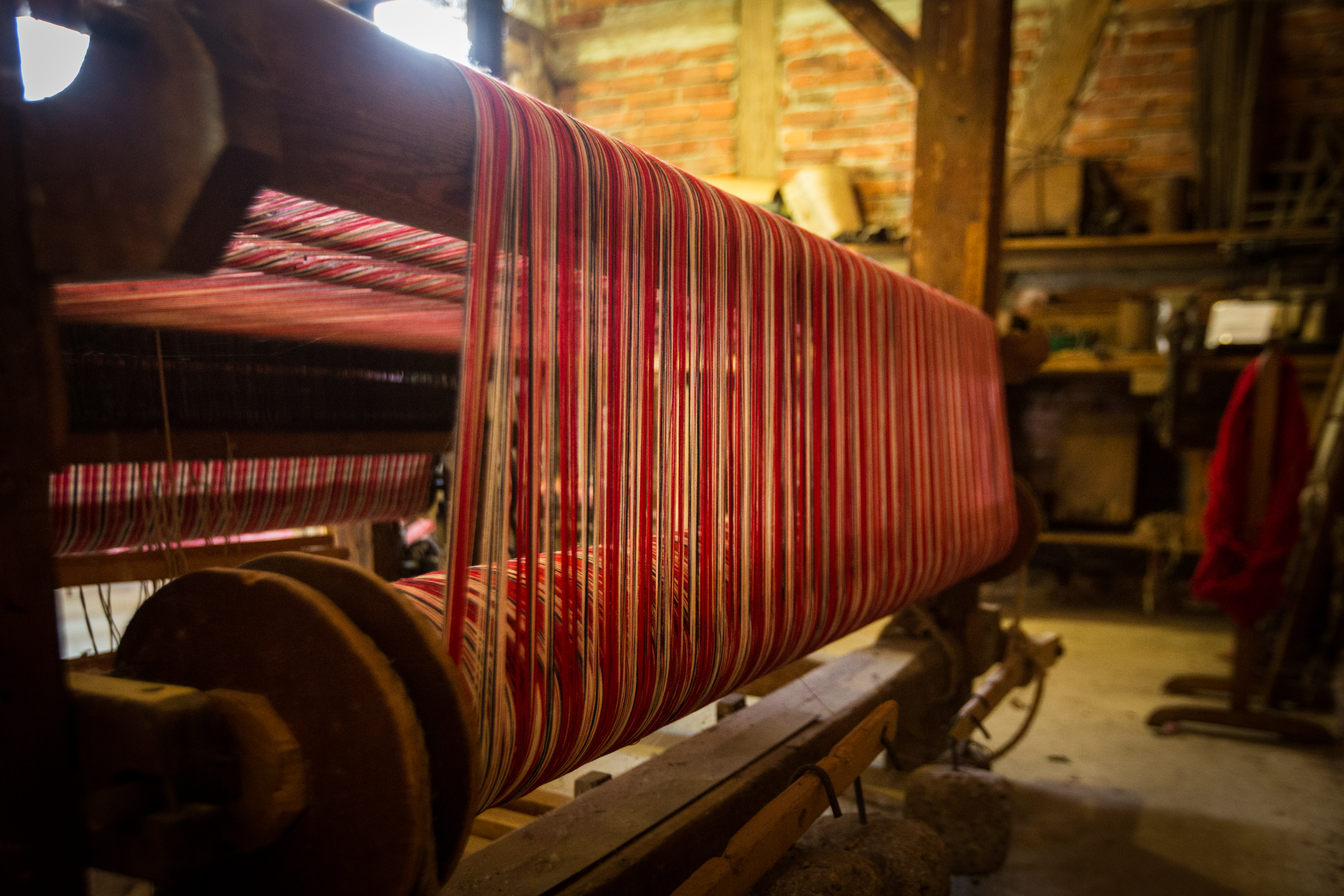
Fils enroulés sur l'ensouple.
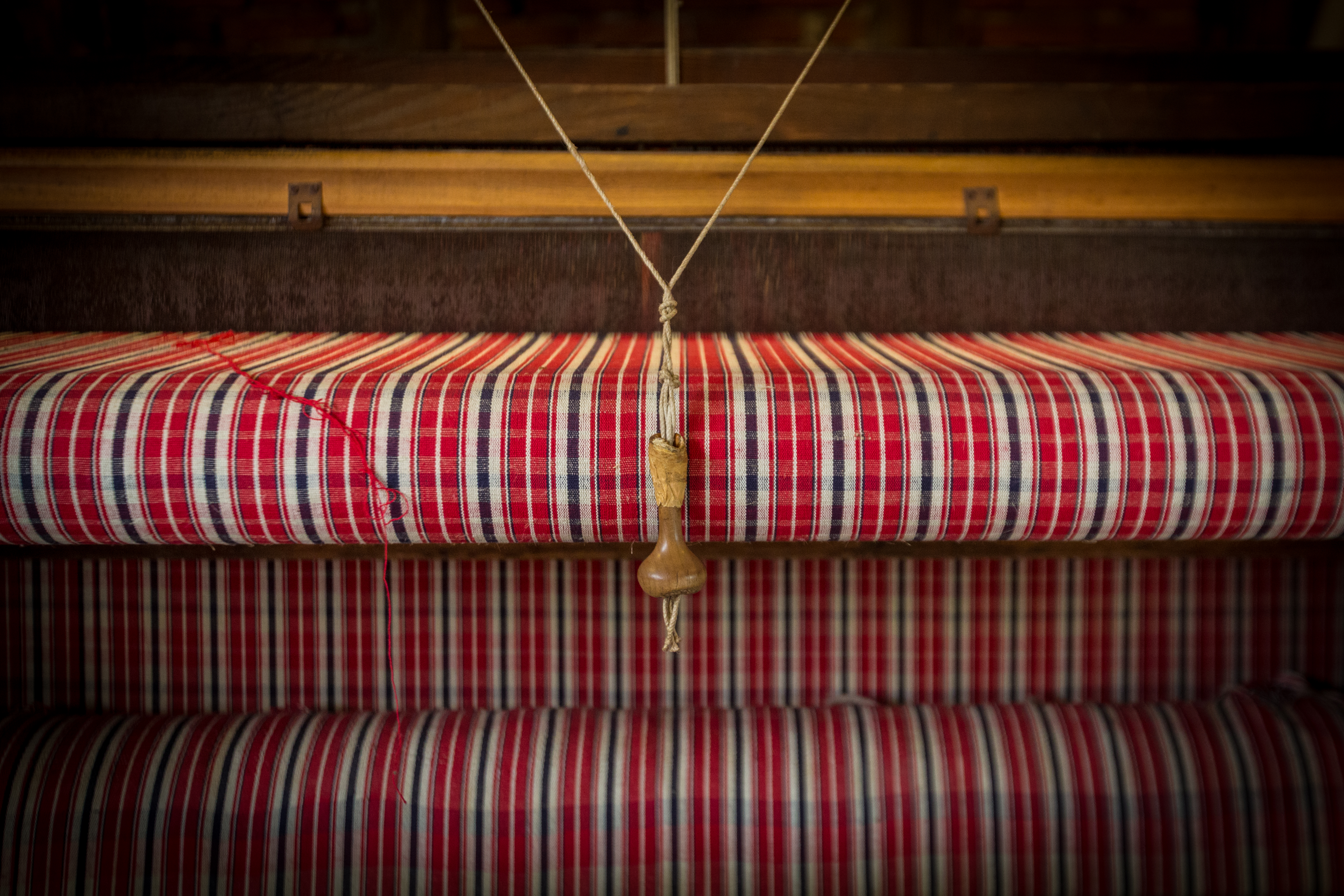
Le cordon actionne le chasse-navette, qui fait passer la navette d'un côté à l'autre du métier.

## La matière première

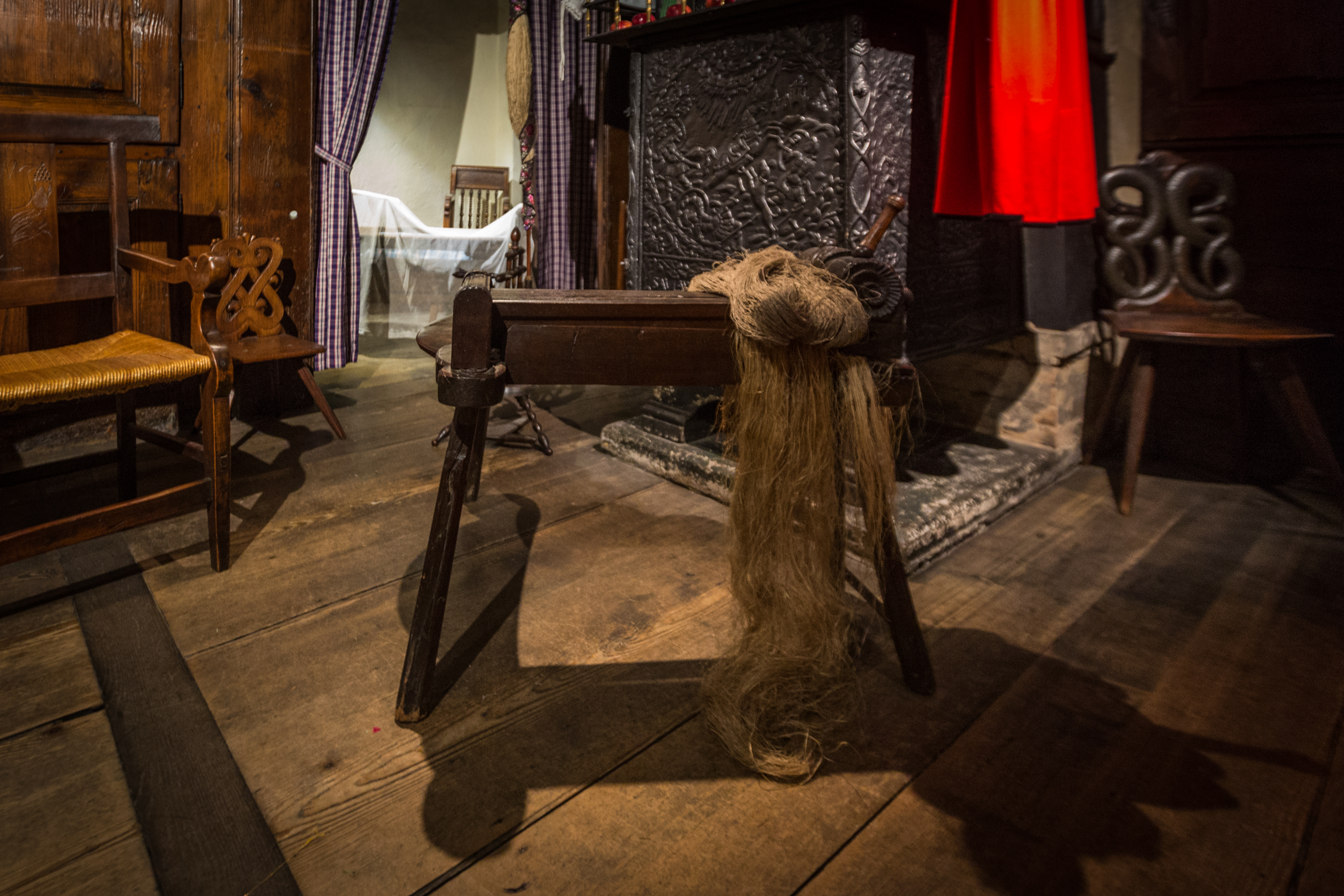
Broie à chanvre au Musée alsacien de Strasbourg.

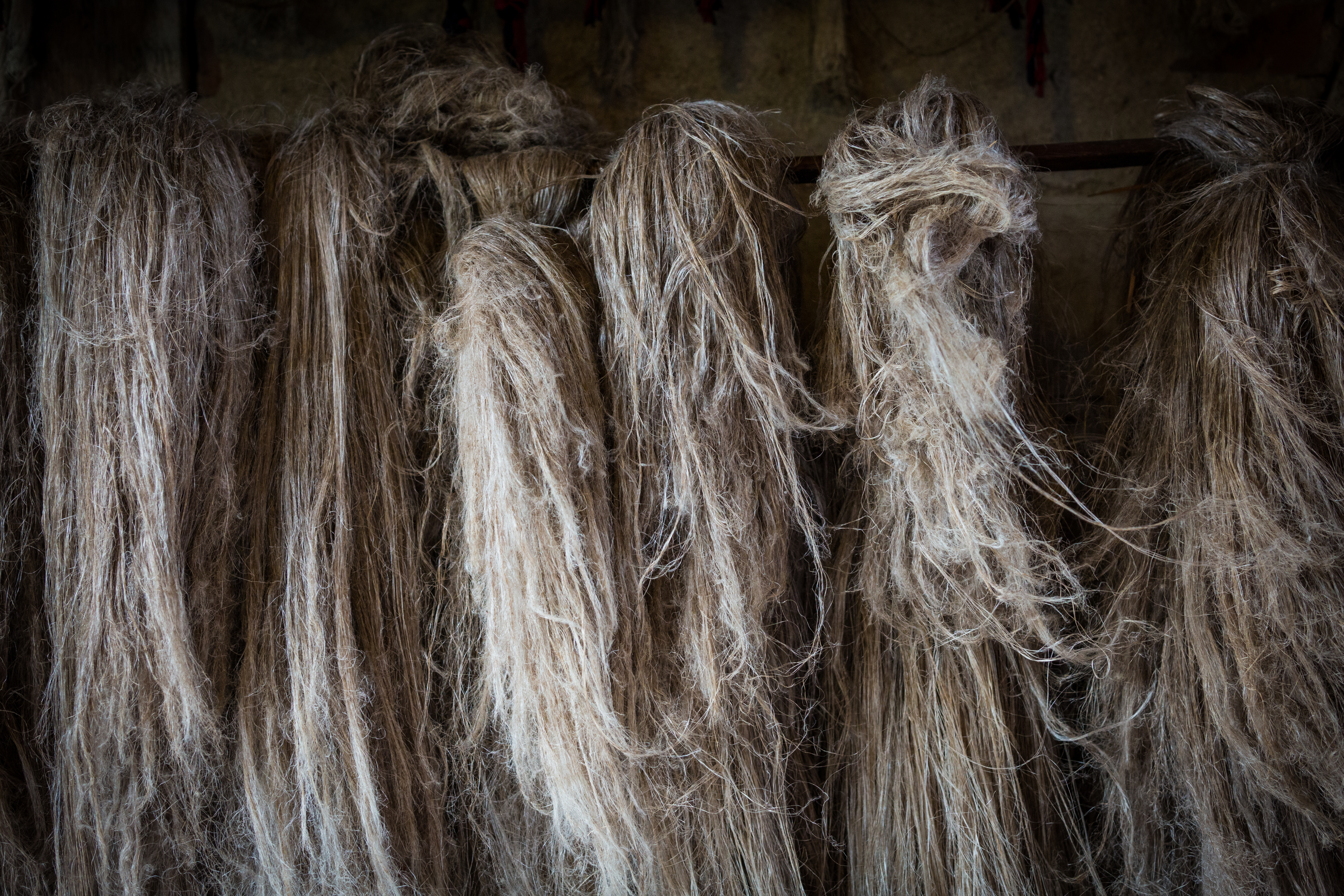
Filasse de lin

Autrefois réservé à la confection de la literie et des rideaux d'alcôve, le kelsch est majoritairement réalisé avec du lin, parfois avec du chanvre. La plante était rouie dans l'eau pour que la pectine se décolle. Une fois sèches, les tiges étaient brisées dans une broie ou macque. L'opération de teillage permettait de bien séparer les parties ligneuses de la tige pour libérer les fibres. Pour faire du kelsch, on sélectionnait les fibres longues, tandis que les fibres courtes étaient utilisées pour faire des tissus plus grossiers et les restes donnant de  l'étoupe. En milieu rural, le filage a été jusqu'au milieu du XIXe siècle une des tâches de la femme. Les fibres longues étaient d'abord peignées entre les dents de gros peignes en fer, puis la filasse était mise sur la quenouille. De là, les fileuses tiraient quelques fibres à la fois, les torsadaient pour en faire un fil continu, qui était ensuite enroulé sur de petites bobines grâce au rouet.
À Muttersholtz, le tissu était autrefois lavé dans un cours d'eau, au lieu-dit nommé la Bleich. Après le lavage qui l'assouplissait, il était mis à blanchir sur l'herbe (en allemand, bleichen signifie « pâlir »). Lorsque de gros arrivages de coton furent importés en Belgique vers 1830, le lin fut progressivement réservé à l'usage familial, l'industrie préférant travailler le coton. La fibre textile utilisée par Michel Gander est majoritairement du lin, qui est produit dans le Nord de la France, mais il utilise aussi du chanvre et du coton. Le tissu métis qu'il produit est composé de 55 % de lin et de 45 % de coton retors, un coton fait de deux fibres torsadées. Le lin est légèrement plus sombre que le chanvre, et aussi un peu plus raide. À la teinture, il n'y a cependant  pas de différence entre ces deux fibres, alors que le coton absorbe moins bien la couleur.

## Fils et couleurs

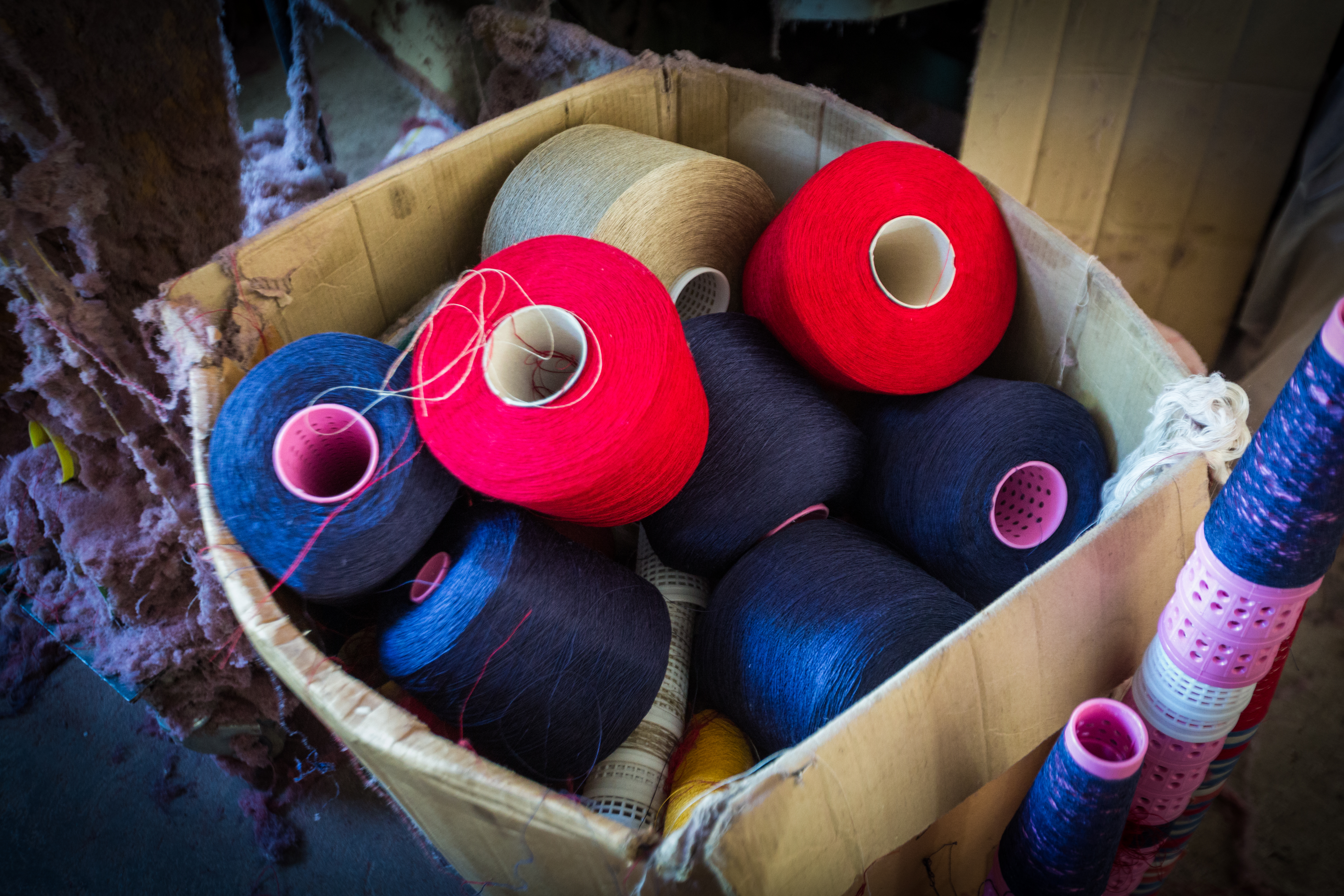
Bobine de fils de lin.

Le fil, aujourd'hui produit industriellement, est calibré selon sa longueur en kilomètres pour un kilo de fil, le plus épais étant le calibre 3, qui correspond  au fil des sacs à grains, le plus fin étant le numéro 60, celui qui compose les mouchoirs. Dans la production Gander, le calibre du fil varie de 7 à 16, le numéro 12 étant le plus utilisé pour la confection de kelsch (un kilo de fil correspond alors à une longueur de 12 km).
Livrés en bobines enroulées sur des cônes, les fils sont teints dans une entreprise industrielle et avec des couleurs chimiques, dont trois ou quatre bleus différents et autant de rouges pour le kelsch traditionnel. En ajoutant de nouvelles couleurs comme le vert, le jaune, le gris, Michel Gander utilise en tout une vingtaine de couleurs différentes. Cependant la teinturerie de Sainte-Marie-aux-Mines avec laquelle il travaillait a fermé en 2010 et le nombre des entreprises de filature et de teinture se réduit sans cesse. Trouver des fournisseurs est donc un souci permanent pour l'entreprise de Muttersholtz : en quatre ans, elle a dû collaborer avec cinq teintureries différentes.

## Préparation du tissage

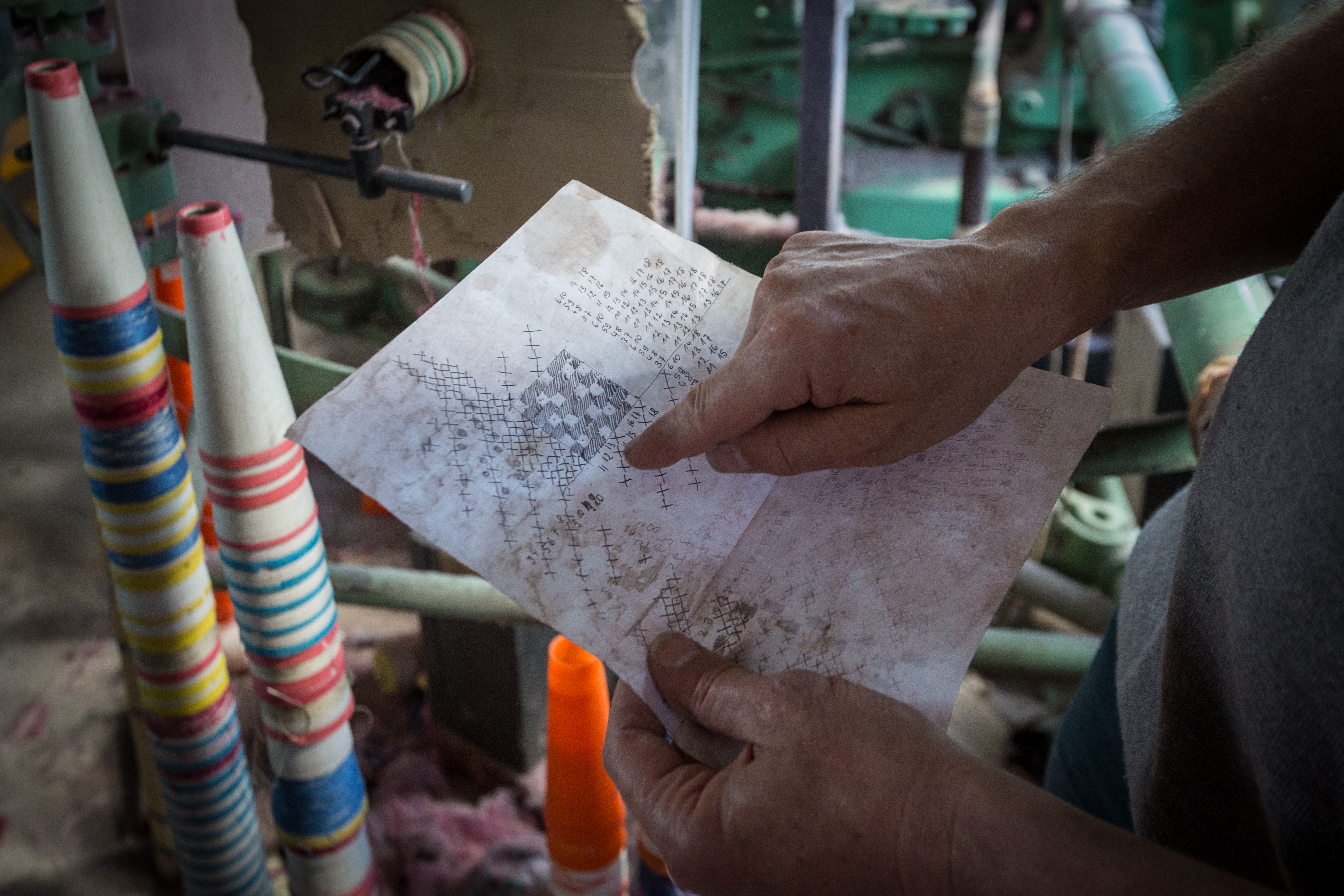
Préparation du motif.

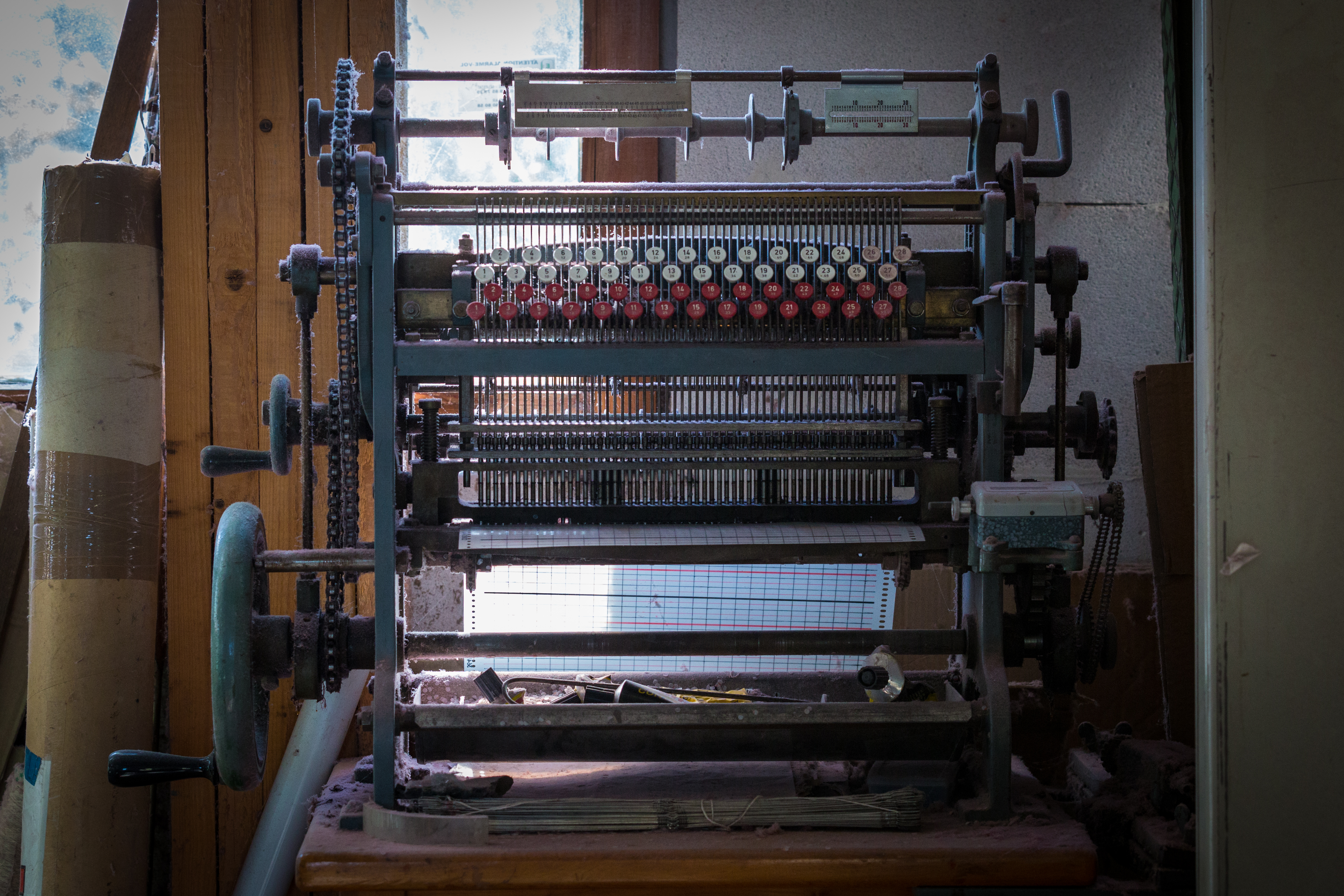
Machine à perforer les cartes de programmation des métiers à tisser.

Michel Gander commence par dessiner sur papier le motif choisi pour le tissu qu'il va créer. Puis il répartit et compte les fils blancs et les fils de chaque couleur et encode le motif sur une  machine à perforer. Il en sortira une carte perforée qui guidera la succession des fils de différentes couleurs sur le métier mécanique.
Presque toute la production des Gander se fait avec une armure toile, c'est-à-dire que les fils de chaîne (longitudinaux ou verticaux) et les fils de trame (transversaux ou horizontaux) se croisent selon le rythme « 1 fil pris/1 fil laissé », rythme qui est inversé à la rangée suivante. Cette armure toile est la plus simple qui soit et elle était utilisée par les paysans lorsqu'ils tissaient leur propre linge, généralement avec des fils de lin. Elle permet aussi d'obtenir un tissu réversible.
Les bobines de fils des différentes couleurs prévues sont placées sur le cantre, selon l'ordre correspondant au motif recherché. Si l'on prend comme exemple un motif composé de 212 fils de chaîne différents, qui sera répété 14 fois sur une largeur de 1,50 m, on obtient un total de 2 968 fils de chaîne pour cette largeur de tissu. Le groupe des fils, mis dans l'ordre où ils doivent être placés sur le métier, est tendu sur le tambour de l'ourdissoir, autour duquel il va être enroulé de la longueur finale de tissu souhaitée, par exemple 400 m pour les tissus les plus demandés par la clientèle, 50 m seulement pour une nouveauté.
Après l’ourdissage, les fils vont être passés à la main dans les trous des  lisses du métier à tisser, puis dans le peigne. Ce travail fastidieux (environ 500 fils enfilés en une heure) et qui nécessite une grande concentration, ne peut se faire  qu'avec d'une deuxième personne, son épouse ou son fils. Les fils vont être fixés sur l'ensouple, rouleau placé à l'arrière du métier à tisser et, sur le devant du métier, brossés pour qu'ils soient bien rangés côte à côte sans se chevaucher. Des fils de trame sont fixés  dans la navette à lancer et les cadres vont travailler en fonction des indications données par la carte perforée pour produire les carreaux programmés, et ce au rythme d'environ 150 m par jour. Toutes références confondues, l'entreprise produit 20 000 m de tissu par an.

## Après le tissage
Comme le tissu rétrécit à l'eau de 10 cm pour 160 cm de longueur, il est lavé au préalable. À Muttersholtz, le tissu était autrefois trempé dans un ruisseau, au lieu-dit nommé la Bleich. Après le lavage qui l'assouplissait, il était mis à blanchir sur l'herbe (en allemand, bleichen signifie « pâlir »). Actuellement, il est lavé à Cernay (Haut-Rhin).
Le travail de tissage produit beaucoup de poussière de fibres et les métiers doivent être minutieusement nettoyés lorsqu'ils n'ont pas servi 
durant quelque temps. Michel Gander répare lui-même ses machines, qui sont bien différentes de celles qui sont utilisées par l'industrie textile actuelle.

L’atelier de production moderne
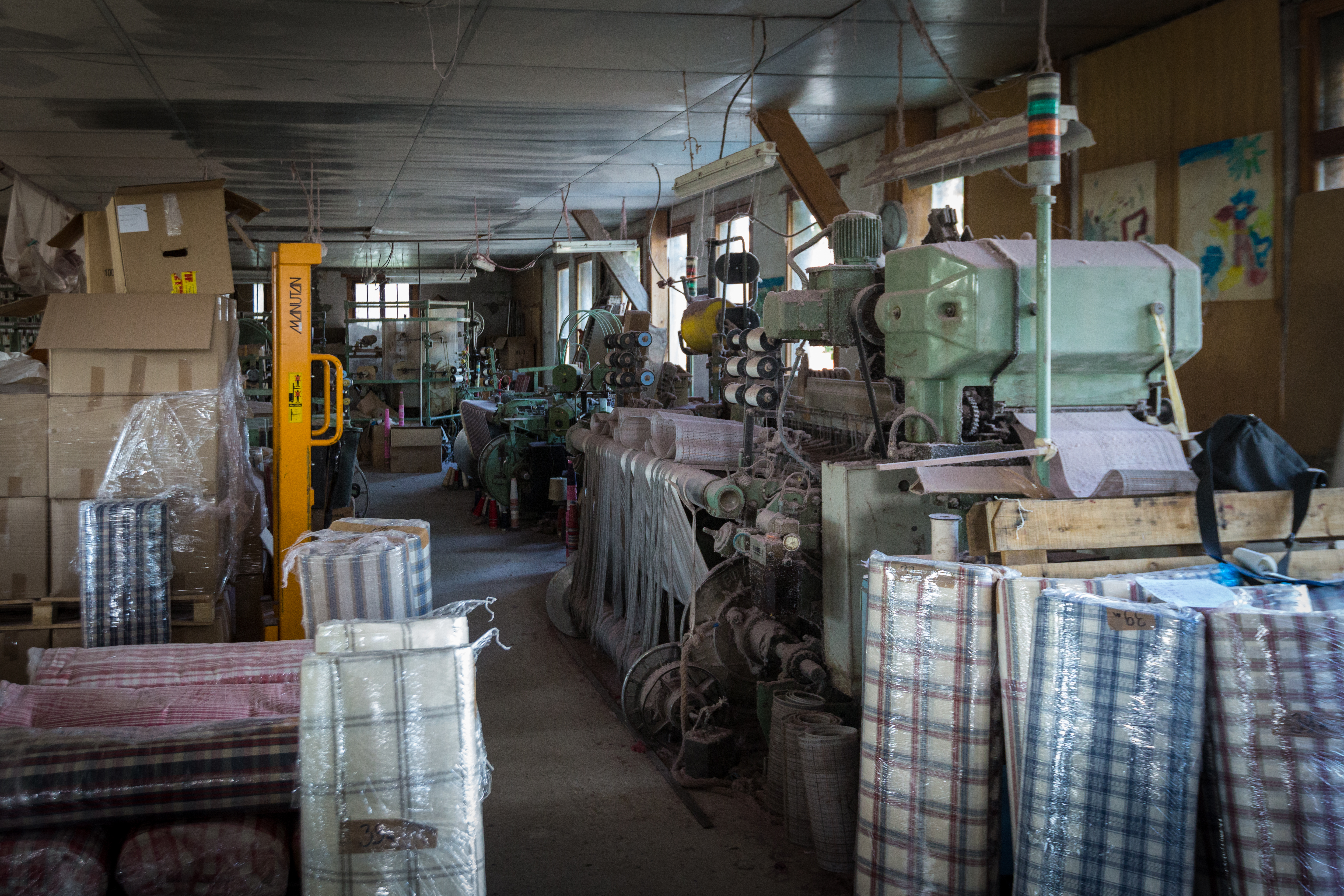
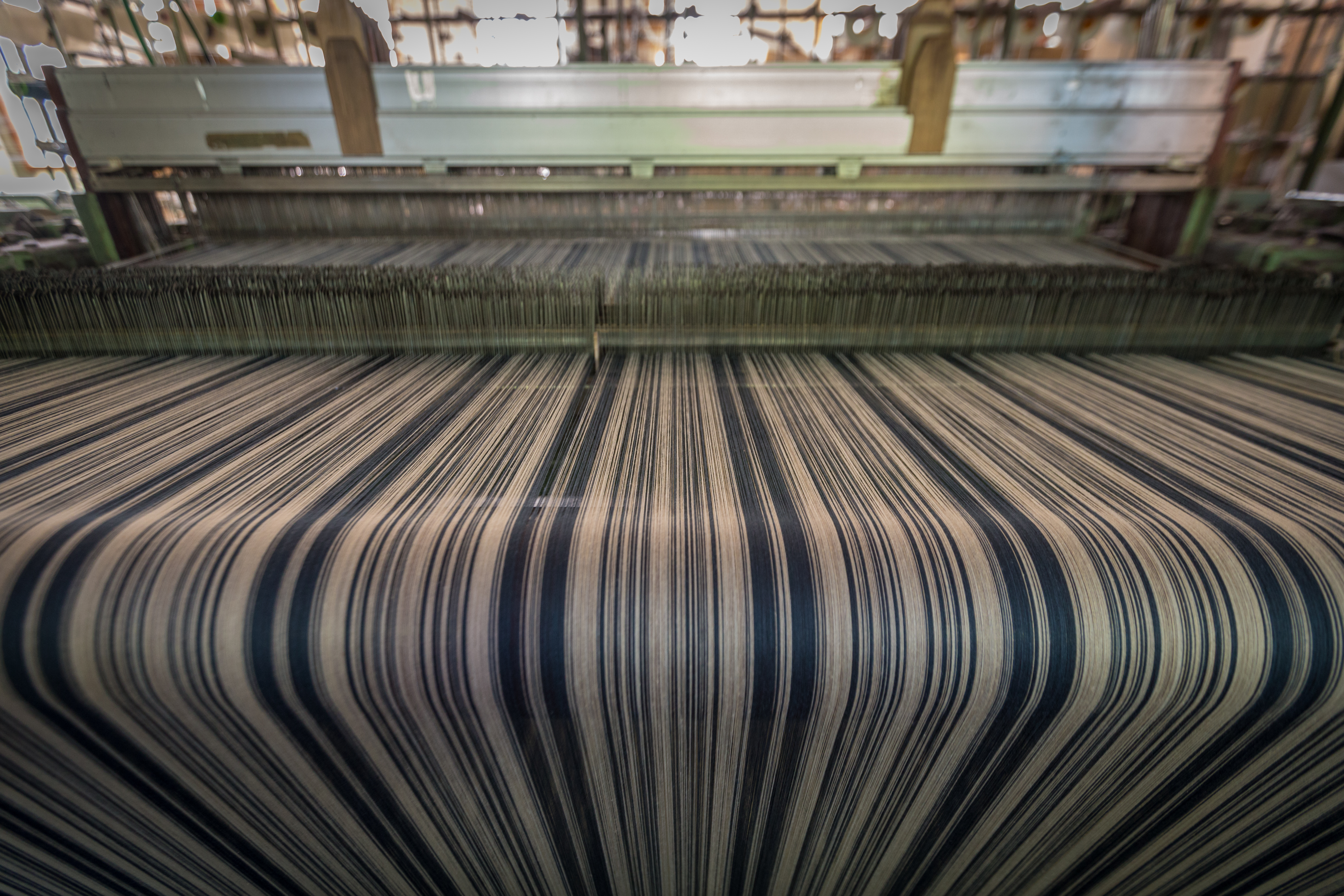
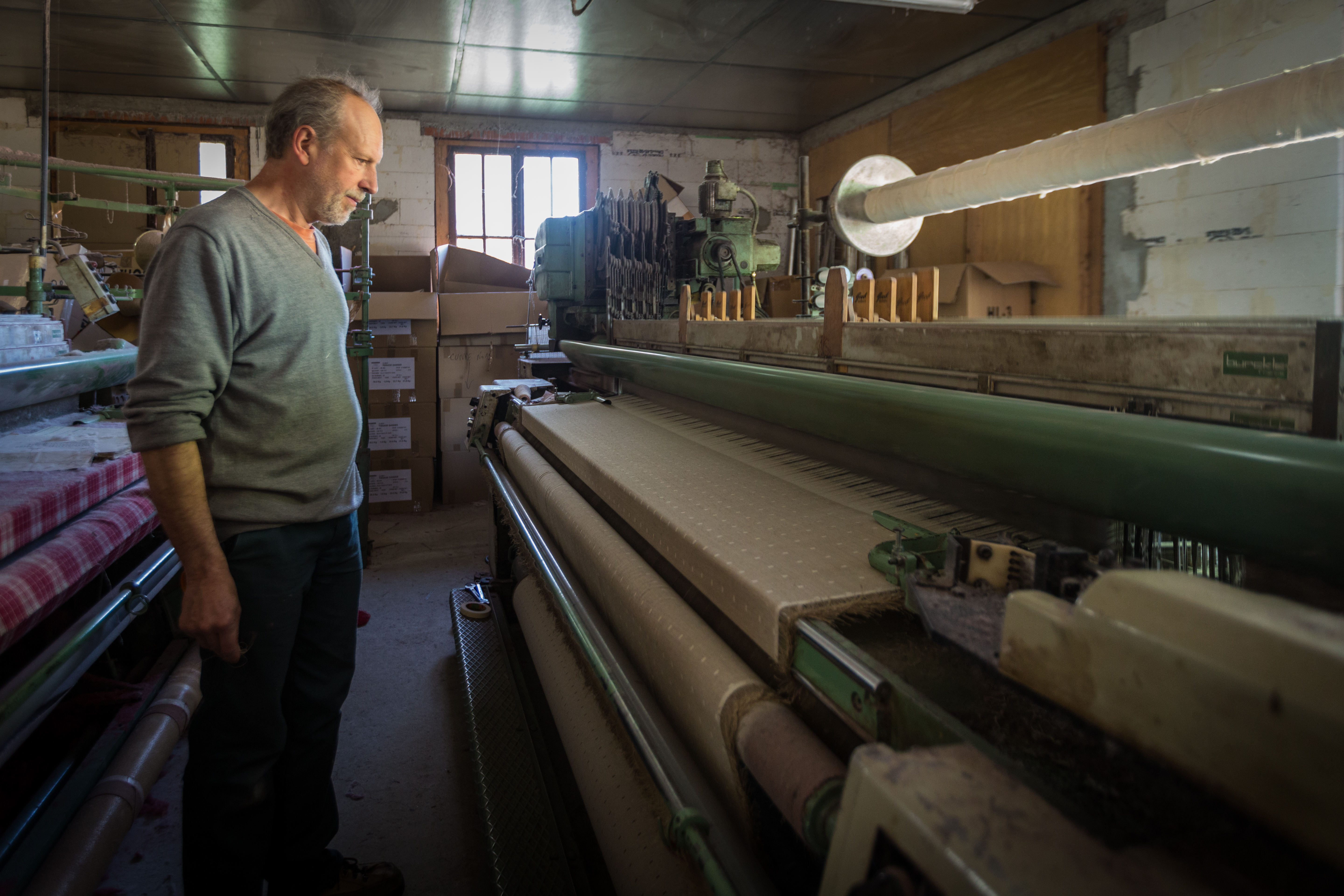
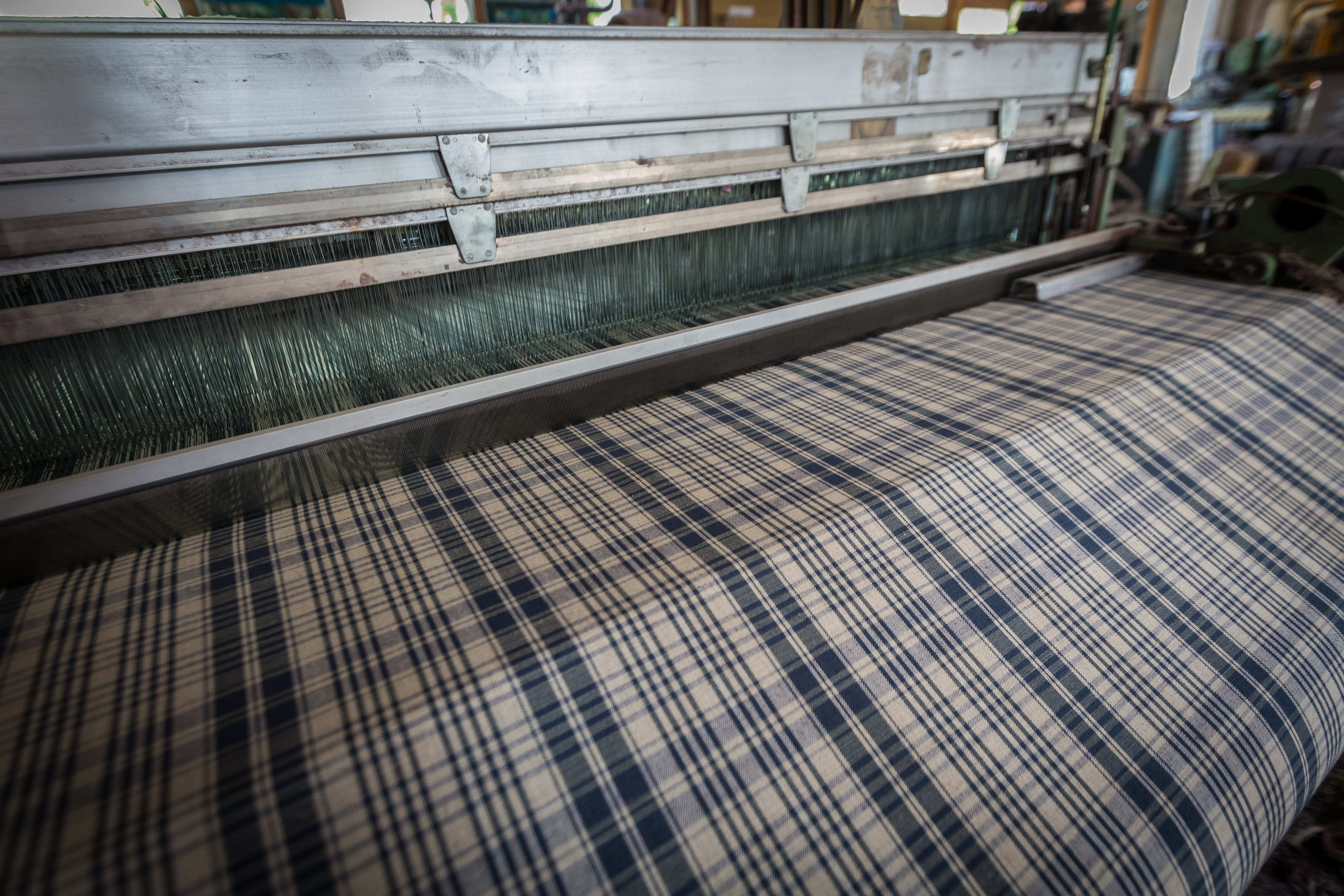

À l'origine, le Tissage Gander ne proposait que du tissu au mètre et essentiellement du tissu traditionnel, kelsch et lin écru à liteaux rouges, très prisé par les visiteurs venus d'Outre-Rhin. Aujourd'hui, le tissu traditionnel ne représente plus que le quart de la production. En revanche, l'entreprise a réussi sa diversification et dispose d'environ 150 références de tissus différents, à carreaux, à rayures, ou unis, qui sont proposées en lin ou en métis, et même en chanvre. Un atelier de confection permet de réaliser différents objets textiles destinés à la décoration des tables et des intérieurs.

L’espace de vente
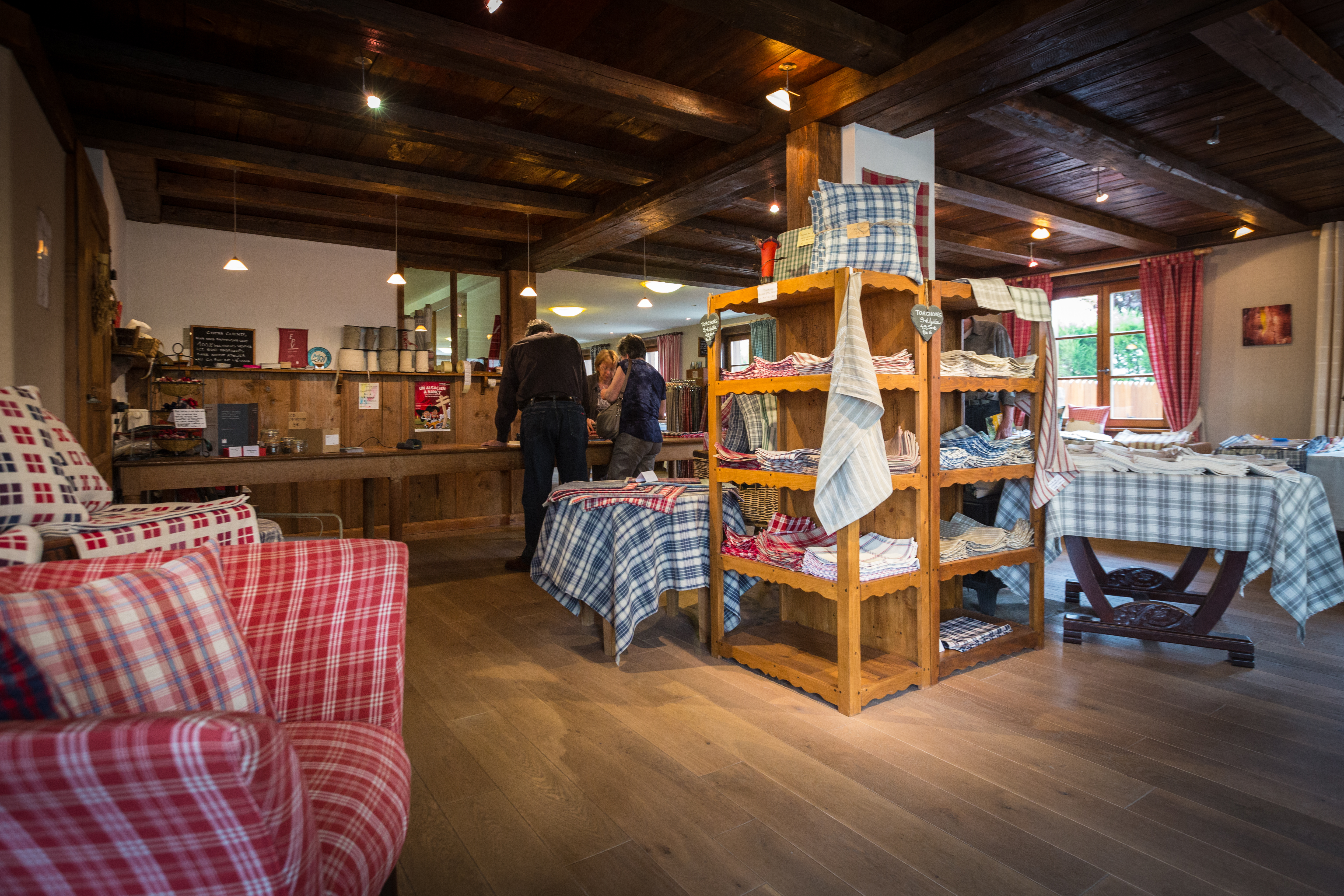
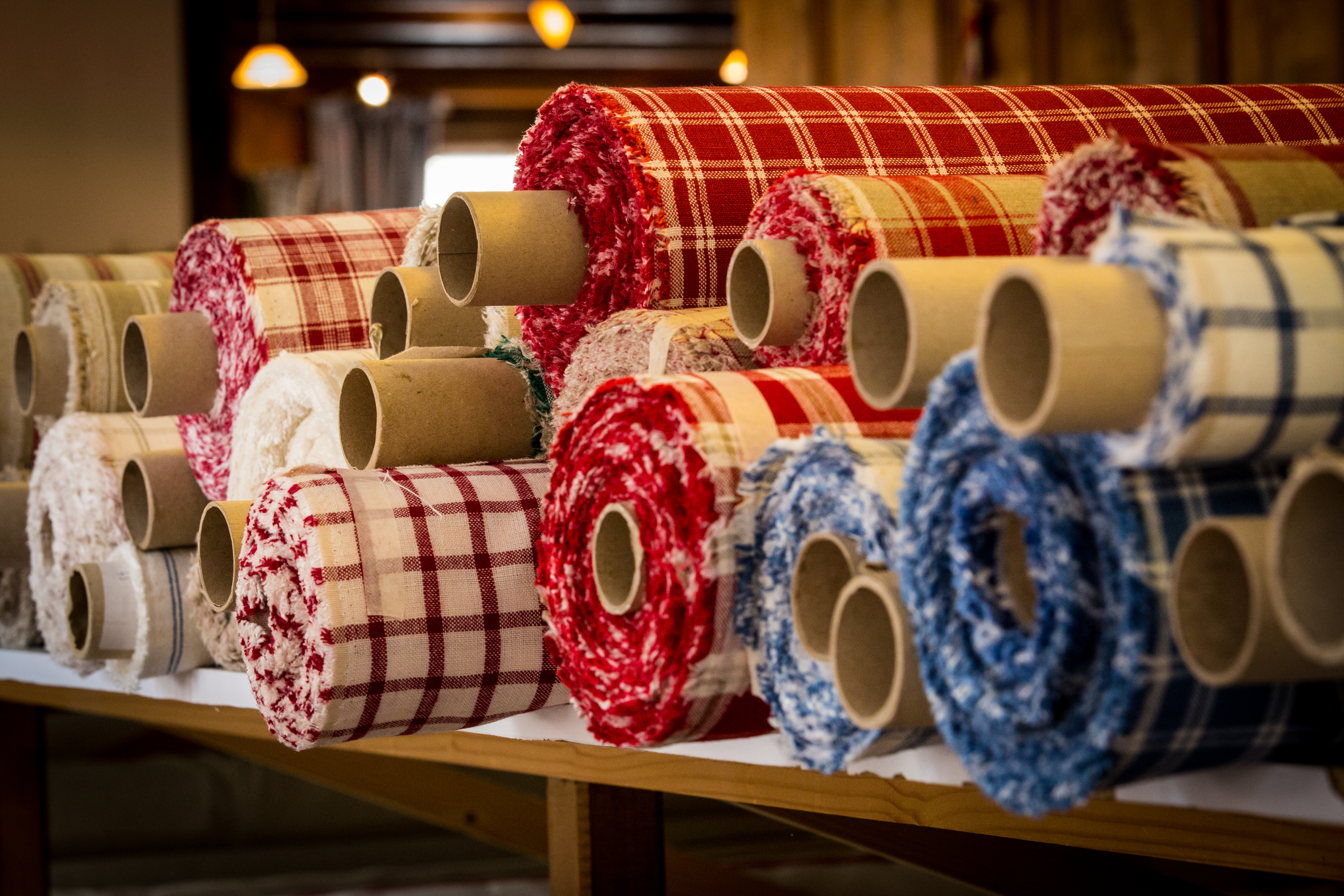
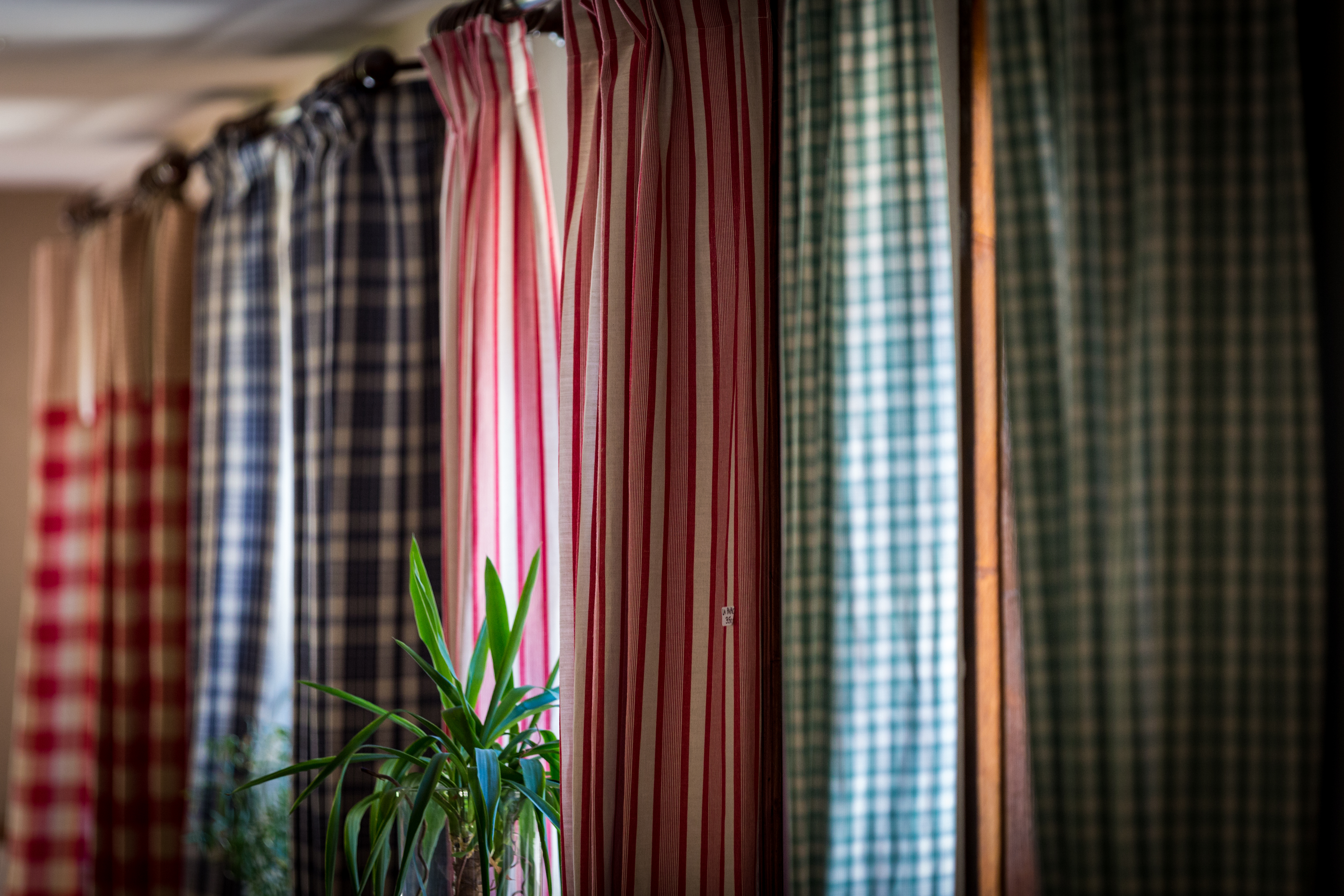
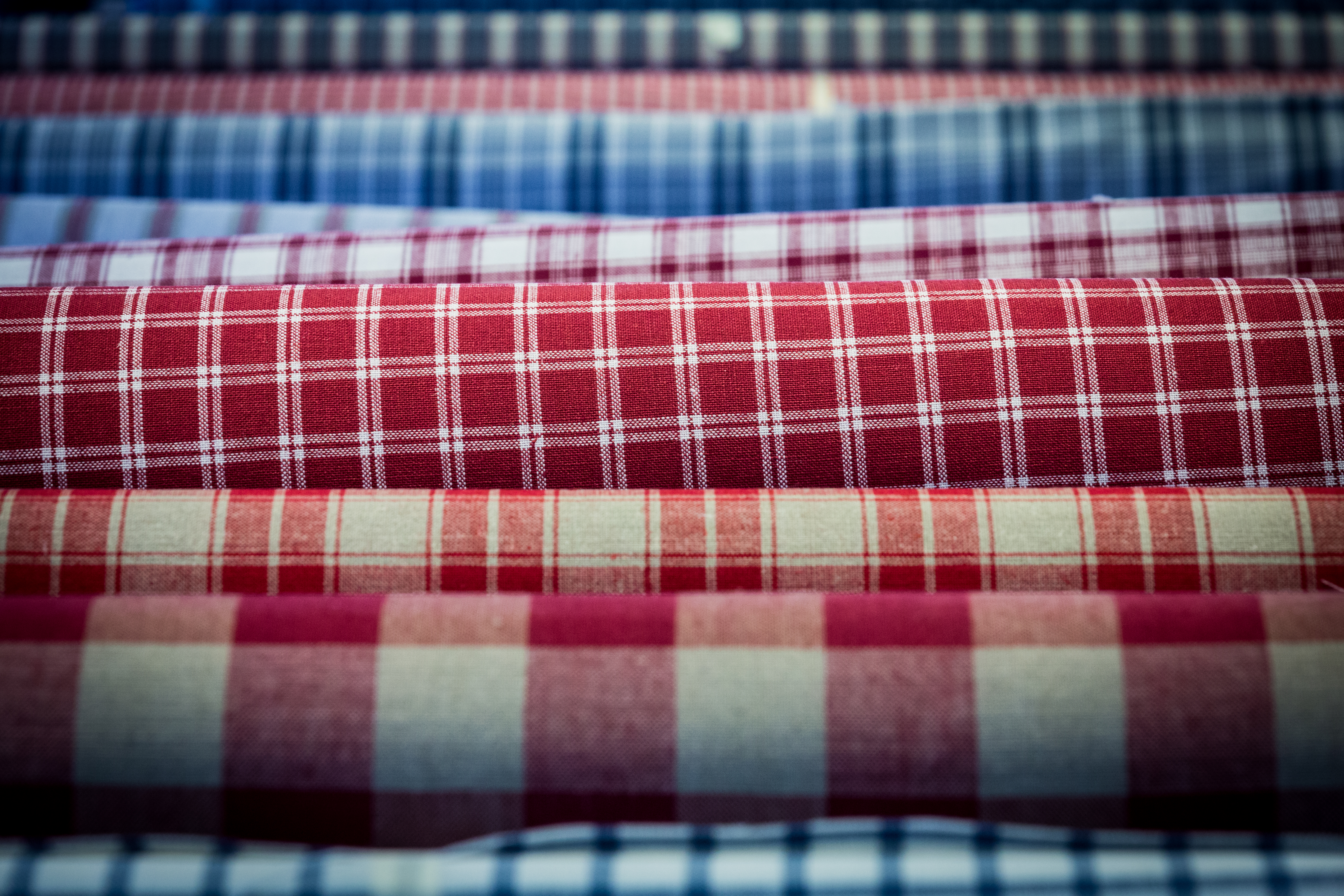

## Un label de qualité
La qualité de son travail, fondé sur un savoir-faire traditionnel et une créativité moderne, ont permis au Tissage Gander d'obtenir le label « Entreprise du patrimoine vivant », octroyé par le Ministère de l'Economie et géré par l'Institut supérieur des Métiers.